# Cununie (taină)

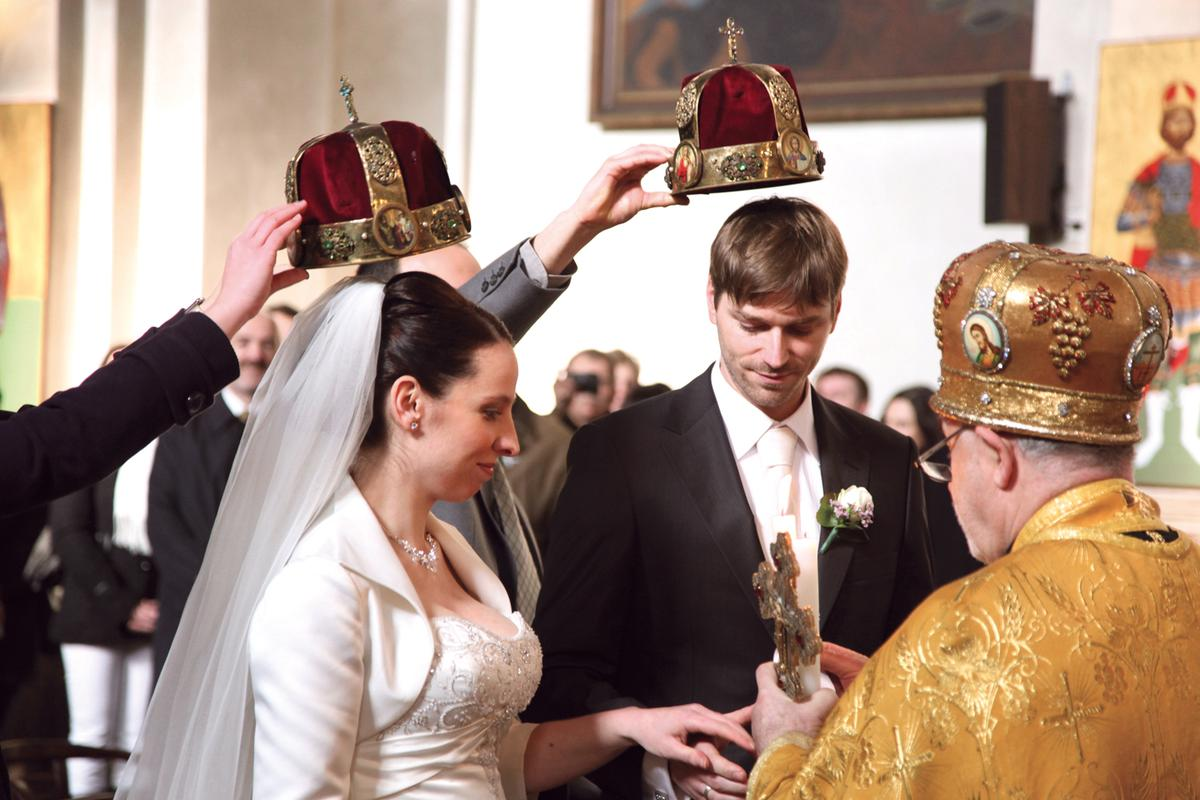
Cununie în rit bizantin

Cununia este una din cele șapte taine ale Bisericii Ortodoxe și Catolice.
Această taină este Taina prin care un bărbat și o femeie, care consimt în mod liber să trăiască împreună în scopul desăvârșirii personale și a nașterii copiilor, primesc harul divin care sfințește legătura lor. Primitorii trebuie să fie bărbat și femeie, să nu fie rude apropiate, iar ambii trebuie să fie de religie ortodoxă. Biserica Ortodoxă permite doar trei căsătorii, cu specificarea că a doua și a treia cununie nu mai sunt Taine ci simple ierurgii. Există zile speciale rânduite în calendar în care nu se fac nunți, iar nașii trebuie să fie ortodocși și cununași religios.
Înainte de primirea acestei Sfinte Taine cei doi tineri, precum și nașii se vor spovedi, pe rând, la preotul duhovnic și vor participa la Sfânta Liturghie, cu cel puțin trei duminici înainte de această Taină. Atunci când unul dintre cei doi soți aparține unei alte religii, se face mai întâi trecerea la ortodoxie la Biserică, dacă nu s-a primit Botezul se face acesta înainte de căsătorie.

## Diferențe doctrinale
Biserica Catolică și Biserica Ortodoxă consideră cununia drept sfântă taină, întemeindu-se pe unele texte din Vechiul (Geneza 2, 24) și Noul Testament (Efeseni 5, 25-33). 
Bisericile reformate nu văd în cununie o taină, dar o consideră, totuși, un fapt sacru, rezultat al ordinii divine, la fel ca și procrearea și educația copiilor. 
Pe baza „Evangheliei lui Luca” (16,18) bisericile catolice și ortodoxe refuză să-și dea asentimentul în cazul divorțului. Bisericile reformate sunt mai puțin severe în interpretarea și aplicarea acestei prevederi.